# Groß Kummerfeld
Groß Kummerfeld ist eine Gemeinde im Kreis Segeberg in Schleswig-Holstein. Kleinkummerfeld, Kleinkummerfeld-Bahnhof und Willingrade liegen im Gemeindegebiet.

## Geografie und Verkehr
Groß Kummerfeld liegt östlich von Neumünster zwischen der Bundesstraße 430 nach Plön und der Bundesstraße 205 nach Bad Segeberg. Der im Gemeindegebiet gelegene Bahnhof Kleinkummerfeld an der Bahnstrecke Neumünster–Bad Oldesloe wird seit 1984 nicht mehr bedient; die Züge der Linie RB 82 passieren die Gemeinde ohne Halt.
Im Ortsteil Willingrade befindet sich die Quelle der Stör.

## Geschichte
- Groß Kummerfeld wird erstmals 1141 urkundlich erwähnt. In den Kieler Stadtbüchern lautet es „Cumbervelde“.
- Der Ortsteil Willingrade erscheint erstmals 1238 in einer Urkunde als „Willenrothe“.

## Politik

### Gemeindevertretung
Bei der Kommunalwahl am 14. Mai 2023 wurden insgesamt 13 Sitze vergeben. Von diesen erhielt die Freie Wählergemeinschaft Gemeinde Groß Kummerfeld sieben Sitze, die CDU vier Sitze und die SPD zwei Sitze.

### Wappen
Blasonierung: „Von Gold und Grün im Wellenschnitt geteilt. Oben eine grüne Haferrispe zwischen zwei grünen Kornähren, unten ein unterhalbes silbernes Wagenrad.“

## Wirtschaft
Das Gemeindegebiet ist überwiegend landwirtschaftlich geprägt, es gibt nur wenige Gewerbebetriebe.

## Sehenswürdigkeiten
In der Liste der Kulturdenkmale in Groß Kummerfeld stehen die in der Denkmalliste des Landes Schleswig-Holstein eingetragenen Kulturdenkmale.

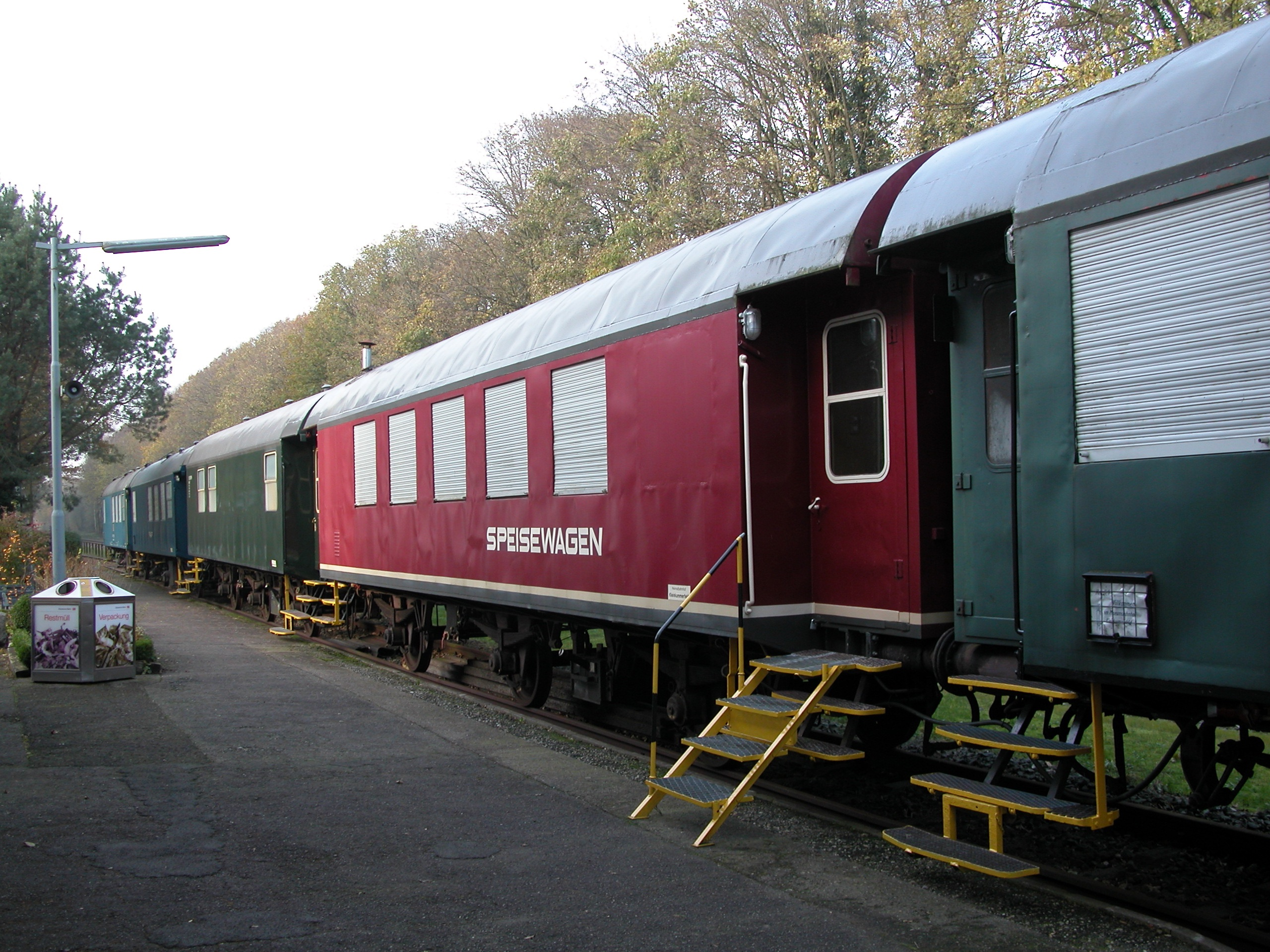
Bahnhof Kleinkummerfeld

Das am Bahnhof Kleinkummerfeld befindliche Eisenbahnmuseum Bahnhof Kleinkummerfeld ist ein seit 1986 bestehendes Verkehrsmuseum im Ortsteil Kleinkummerfeld. Es wird vom Verein Eisenbahnfreunde Mittelholstein betrieben.

## Persönlichkeiten
- Peter Kaack (1941–2025), Fußballspieler, geboren in Kleinkummerfeld